# Kozmeja
Kozmeja (znanstveno ime Cosmos) je rod okrog 20 do 26 vrst enoletnih rastlin in trajnic v družini Asteraceae (nebinovke). Izvira iz Mehike, južnih Združenih držav Amerike (Arizona, Florida), Centralne Amerike in severa Južne Amerike do Paragvaja. 
Gre za zelike višine 0,3 do 2 metra. Listi so enostavni, pernati ali dvopernati in nasprotno nameščeni. Cvetovi nastanejo v glavičastem socvetju. Njihova barva je odvisna od vrste.
Izbrane vrste
- Cosmos atrosanguineus
- Cosmos bipinnatus
- Cosmos caudatus
- Cosmos diversifolius
- Cosmos herzogii
- Cosmos parviflorus
- Cosmos peucedanifolius
- Cosmos scabiosoides
- Cosmos sulphureus